# Tinamou de Kerr
Crypturellus kerriae
Espèce
Statut de conservation UICN

 VU B1ab(i,ii,iii,v);C2a(i) : Vulnérable
Le Tinamou de Kerr (Crypturellus kerriae) ou tinamou du Chocó, est une espèce d'oiseaux de la famille des Tinamidae.

## Répartition
Cet oiseau vit dans la région du Chocó (Colombie et Panama).